# Zwei-Photonen-Absorption

Schematische Darstellung einer Zwei-Photonen-Absorption vom Zustand 0 in den Zustand 2 über das virtuelle Zwischenniveau 1

Als Zwei-Photonen-Absorption bezeichnet man die simultane Absorption zweier Photonen durch ein Molekül oder ein Atom, das dabei in einen energetisch angeregten Zustand übergeht. Die Energie eines dieser Photonen allein reicht dabei nicht aus, um die Energiedifferenz zwischen Grundzustand (Zustand 0 in nebenstehender Abbildung) und angeregtem Zustand (Zustand 2 in nebenstehender Abb.) zu überbrücken.

## Beschreibung
Es gibt zwischen Zustand 0 und Zustand 2 kein erlaubtes Energieniveau, daher müssen die Photonen quasi gleichzeitig absorbiert werden, d. h. innerhalb eines Zeitintervalls der Größenordnung 0,1 Femtosekunden = 10−16 s, welches sich aus der Energie-Zeit-Unschärferelation ergibt. Zur Beschreibung dieses Prozesses bedient man sich eines virtuellen Zwischenniveaus, dessen Lebensdauer etwa der Dauer des Absorptionsprozesses entspricht. In nebenstehender Abbildung findet die Absorption vom Zustand 0 nach 2 über das virtuelle Zwischenniveau 1 statt. Eine solche Abbildung nennt man auch Jablonski-Diagramm. Die Sekundärprozesse aus dem angeregten Zustand 2, wie z. B. Fluoreszenz (dargestellt mit einem gestrichelten Pfeil nach unten), erfolgen unabhängig von der Art der Anregung.
Damit eine Zwei-Photonen-Absorption stattfinden kann, muss die Summe der Energien der absorbierten Photonen der Energiedifferenz {\displaystyle \Delta E} zwischen den Molekülzuständen entsprechen:
{\displaystyle \,\Delta E=E_{1}+E_{2}=h\nu _{1}+h\nu _{2}}
Dabei sind {\displaystyle \nu _{i}} die Schwingungsfrequenzen der beiden Photonen und {\displaystyle h} ist die Planck-Konstante. Gegebenenfalls müssen weitere Auswahlregeln (z. B. zum Drehimpuls) erfüllt sein.
Ein Vorteil der Zwei-Photonen-Spektroskopie ist die Möglichkeit, die Verbreiterung der Spektrallinien durch den Dopplereffekt zu vermeiden. Werden die Atome oder Moleküle mit zwei gegenläufigen Laserstrahlen beleuchtet, so ist die Zweiphotonen-Resonanzbedingung unabhängig von der Geschwindigkeit der Teilchen, denn die Dopplerverschiebung der beiden Strahlen heben einander auf:
{\displaystyle \,h\nu _{1}+h\nu _{2}=h\nu _{0}\left(1-{\frac {{\vec {v}}\cdot {\vec {k}}}{\nu _{0}}}\right)+h\nu _{0}\left(1+{\frac {{\vec {v}}\cdot {\vec {k}}}{\nu _{0}}}\right)=2h\nu _{0}}
Daher ist Zwei-Photonen-Spektroskopie in erster Ordnung frei von Doppler-Verbreiterung und trotzdem nehmen alle Teilchen am Absorptionsprozess teil, im Gegensatz zur Sättigungsspektroskopie.
Der Prozess der Zwei-Photonen-Absorption wurde erstmals 1931 von Maria Goeppert-Mayer in ihrer Dissertation theoretisch beschrieben. Da ein solcher Prozess aber sehr unwahrscheinlich ist, und man daher eine sehr hohe zeitliche und räumliche Photonendichte für ein solches Ereignis braucht, konnte die Zwei-Photonen-Absorption erst kurz nach Erfindung des Lasers experimentell durch Wolfgang Kaiser und C. G. B. Garrett nachgewiesen werden (1961). Einen Eindruck von der Wahrscheinlichkeit so eines Ereignisses wird in gegeben: Bei strahlendem Sonnenschein absorbiert ein Molekül eines guten Ein- oder Zwei-Photonen-Absorbers etwa ein Photon pro Sekunde über ein Ein-Photonen-Ereignis. Eine Zwei-Photonen-Absorption findet bei gleichen Bedingungen nur alle 10 Millionen Jahre statt.
Die Wahrscheinlichkeit einer Zwei-Photonen-Absorption wird durch den Zwei-Photonen-Wirkungsquerschnitt {\displaystyle \sigma _{2P}} beschrieben. Er wird in der Einheit Goeppert-Mayer (GM) angegeben.
{\displaystyle \,1\,\mathrm {GM} =10^{-50}\mathrm {cm^{4}s} {\text{ / Photon / Molekül}}}

## Anwendungen
Anwendungen der Zwei-Photonen-Absorption (z. B. die Multiphotonenmikroskopie) beruhen vor allem auf ihrer quadratischen Abhängigkeit von der Intensität des Lichts (im Gegensatz zur linearen Abhängigkeit bei der Ein-Photonen-Absorption) sowie der Möglichkeit, langwelligeres (und damit energieärmeres) Licht zu verwenden. Zwei-Photonen-Absorber finden auch Anwendung in der 3D-Lithographie, bei 3D-optischen Datenspeichern sowie in Markern und Sonden in der Biologie.  Dank der Nichtlinearität kann hier jeweils erreicht werden, dass nur in einer gewünschten Tiefe im Material eine nennenswerte Absorption eintritt.
Eine weitere wichtige Anwendung liegt in der dopplerfreien Sättigungsspektroskopie atomarer Systeme.
Das Design von sogenannten Zweiphotonen-Farbstoffen (Stoffen mit hoher Zwei-Photonen-Absorption) ist ein aktives Forschungsgebiet. Materialien von mehreren zehntausend GM (statt der üblichen <10 GM)  wurden bereits hergestellt.
Weiterhin wurden sogenannte 3D-Drucker mit Zwei-Photonen-Polymerisationstechnik entwickelt. Diese zeichnen sich durch eine sehr hohe Auflösung von weniger als 1 Mikrometer aus.